# Christine Neubauer

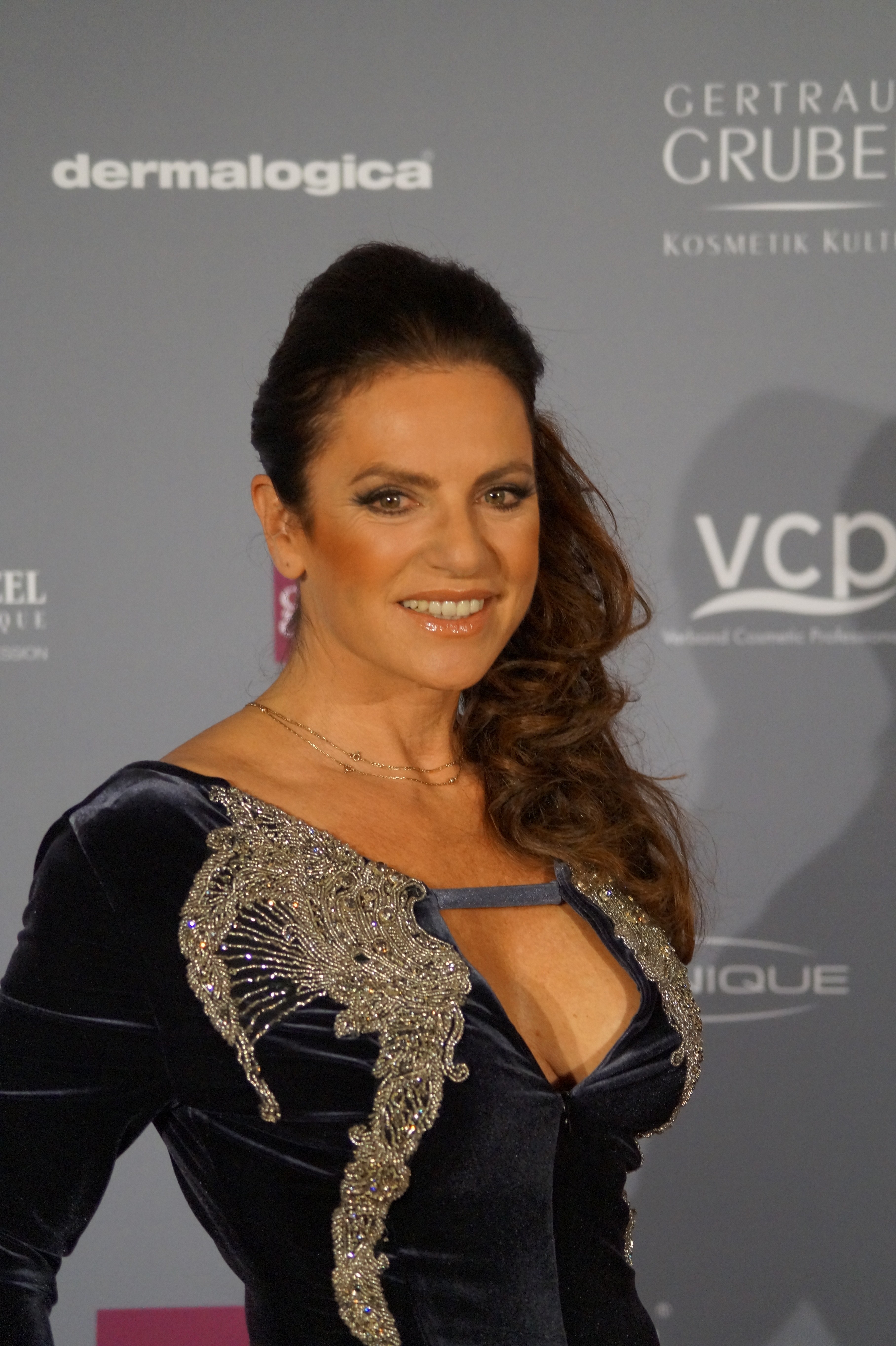
Christine Neubauer 2015 beim Deutschen Kosmetikpreis in Düsseldorf

Christine Neubauer (* 24. Juni 1962 in München) ist eine deutsche Schauspielerin, Hörspielsprecherin und Autorin. Ihren Durchbruch als Schauspielerin hatte sie 1987 an der Seite von Jörg Hube als Traudl Grandauer in der ARD-Fernsehserie Löwengrube. Weitere Bekanntheit erlangte sie durch ihre Mitwirkung in zahlreichen ARD-Degeto-Produktionen und als Landärztin Johanna Lohmann in der gleichnamigen Fernsehreihe.

## Leben

### Herkunft und Ausbildung
Christine Neubauer ist die Tochter eines Buchdruckerehepaares. Ihre Vorfahren stammen aus München, Niederbayern und Schwaben. In der Fernsehreihe Das Geheimnis meiner Familie erforschte Neubauer 2008 vor Fernsehpublikum die aus Bayern stammenden Vorfahren.
Neubauer besuchte die Maria-Ward-Schule der Erzdiözese München und Freising in München-Nymphenburg und schloss diese 1978 mit der Mittleren Reife ab. Sie studierte zwei Semester Psychologie und nahm anschließend bei Ruth von Zerboni und Wolfgang Büttner Schauspielunterricht. Danach besuchte sie das Lee Strasberg Theatre and Film Institute in New York.

### Schauspielkarriere
Anfang der 1980er Jahre war Neubauer am Münchner Volkstheater, am Theater der Jugend und an der Kleinen Komödie engagiert, wo sie erste schauspielerische Erfahrungen sammelte. Nach ihrem Fernsehdebüt als Mutter eines verschwundenen Babys in der Serie Der Androjäger (1984) gab Neubauer im selben Jahr auch ihr Filmdebüt mit dem Spielfilm Tapetenwechsel. Nachdem sie in weiteren Fernsehfilmen in kleineren Rollen mitgewirkt hatte, spielte sie 1985 in dem Schwank Seemann, gib Obacht! mit, eine Rolle, die sie 2000 in dem Fernsehfilm Altweibersommer abermals spielte.
1986 drehte der Regisseur Rainer Wolffhardt mit Neubauer Der Unfried und besetzte sie ab 1987 in der ARD-Fernsehserie Löwengrube, die ihr den Durchbruch als Schauspielerin brachte. 1992 erhielt sie für ihre Verkörperung der Traudl Grandauer in dieser Serie den Grimme-Preis. Neubauer wurde auch in weiteren verschiedenen Fernsehserien in wiederkehrenden und durchgehenden Rollen besetzt, so beispielsweise von 1994 bis 1997 in 25 Episoden der Sat.1-Serie Ein Bayer auf Rügen oder 1996 als Monika Strobl in der ebenfalls von Sat.1 produzierten Familienserie Solange es die Liebe gibt.
In Franz Xaver Bogners Café Meineid war sie 1998 sowie 2000 zu Gast, und von 2004 bis 2012 spielte sie ebenfalls unter Bogner in der ARD-Vorabendserie München 7 als Jugendliebe Elfi Pollinger des alteingesessenen Münchners Xaver Bartl, die auf dem Viktualienmarkt arbeitet. 2016 folgte mit der siebenteiligen Serie Moni’s Grill eine weitere Zusammenarbeit mit Bogner. 2018 wurde die Serie mit München Grill fortgesetzt.
Von 2005 bis 2013 verkörperte sie die Landärztin Johanna Lohmann in der gleichnamigen ARD-Fernsehreihe. 2017 gastierte sie in der 79. Folge Uruguay des ZDF-Traumschiffs. 2020 übernahm sie in der vorletzten Folge der Lindenstraße mit dem Titel Lindenstraße bleibt Lindenstraße eine Gastrolle als Karola Nowak.
Neben der Mitwirkung in diversen Fernsehserien und Fernsehreihen spielte Neubauer in zahlreichen Fernsehproduktionen mit, unter anderem spielte sie eine Köchin in Vollweib sucht Halbtagsmann (2002), eine Doppelrolle in der Fernsehkomödie Eine zweimalige Frau (2004) und eine Konditormeisterin in Die Schokoladenkönigin (2005). Ebenfalls 2005 übernahm sie in einer Neuverfilmung des Wilhelmine-von-Hillern-Romans die Rolle der Geierwally. 2008 war sie an der Seite von Bernhard Schir in dem deutsch-österreichischen Weihnachtsfilm Der Nikolaus im Haus als Zuckerbäckerin Klaudia Wehmeyer zu sehen. 2010 war sie in der deutsch-italienischen Produktion Pius XII. die Ordensschwester Pascalina Lehnert. 
In dem zweiteiligen ARD-Fernsehfilm Der kalte Himmel (2011) verkörperte Neubauer die Hopfenbäuerin Marie Moosbacher, deren Sohn Felix sich als Autist herausstellt. 2012 war sie in Friedemann Fromms Filmdrama Hannas Entscheidung in der Titelrolle an der Seite von Edgar Selge zu sehen. Diese Rolle brachte ihr die Goldene Nymphe ein. Im selben Jahr spielte Neubauer in dem deutsch-österreichischen Fernsehfilm Die Holzbaronin die Hauptrolle einer Schwarzwälder Holzindustriellen, die sich in der ersten Hälfte des 20. Jahrhunderts gegen die Vorherrschaft der Männer sowie wirtschaftliche Schwierigkeiten behaupten muss. 2013 verkörperte sie in Josh Broeckers Filmdrama Die Pastorin Franziska Kemper, eine moderne Pastorin einer Lübecker Gemeinde.
Ab 1989 spielte sie in drei Episoden der zweiten Staffel der Pumuckl-Fernsehserie (1989) sowie einem später produzierten Kinofilm als Kellnerin Christine mit. 1997 war sie als Rita in dem Willy-Wuff-Film Weihnachten mit Willy Wuff – Mama braucht einen Millionär zu sehen. In der ARD-Reihe Sechs auf einen Streich übernahm sie in dem Märchenfilm Tischlein deck dich die Rolle der heimtückischen Wirtin. Von Juni bis September 2018 übernahm Neubauer bei den Karl-May-Spielen in Bad Segeberg in Winnetou und das Geheimnis der Felsenburg die Rolle der ehrgeizigen Judith Silberstein.

### Weitere Tätigkeiten
Neben ihrer Tätigkeit als Schauspielerin machte sich Neubauer  einen Namen als Autorin der Vollweib-Bücherreihe, womit sie sich aufgrund ihrer inneren Einstellung zum Frausein und ihres üppigen Körpers bezeichnet. 
2017 und 2025 war sie Teilnehmerin zweier RTL-Tanzshows: Bei Dance Dance Dance belegte sie Platz 5 von 7, bei Let’s Dance Rang 6 unter 14 Teilnehmern.

### Gesellschaftliches und soziales Engagement
Seit 2007 engagiert sich Christine Neubauer für die Kinderhilfsorganisation Save the Children. Außerdem wurde sie im Oktober 2007 zur Botschafterin des Deutschen Roten Kreuzes ernannt. Zudem ist sie Mentorin von LILALU und engagiert sich für Plan International.

### Privates
Neubauer heiratete 1990 ihre Jugendliebe Lambert Dinzinger, Sportjournalist und Moderator beim Bayerischen Rundfunk. Sie haben zusammen einen Sohn, Lambert jr., geboren 1992, der 2004 eine Nebenrolle in Neubauers Film Eva Zacharias spielte und 2007 mit seiner Mutter in einer Quizshow auftrat. Auch noch nach der Bekanntgabe ihrer Trennung im Januar 2011 wohnte das Paar gemeinsam in Pullach. Im November 2011 reichte Neubauer die Scheidung ein, die im November 2014 rechtskräftig wurde. Seit Mitte 2011 ist sie mit dem chilenischen Fotografen José Campos liiert.
Im Juli 2017 wurde bekannt, dass die Schauspielerin an der Autoimmunkrankheit Morbus Bechterew erkrankt ist.

## Filmografie (Auswahl)

### Kinofilme
- 1984: Tapetenwechsel
- 1984: Smaragd
- 1987: Taxi nach Kairo
- 1987: Der Unsichtbare
- 1989: Otto – Der Außerfriesische
- 1992: Ein Fall für TKKG: Drachenauge
- 1995: Der Mann, der Angst vor Frauen hatte
- 1997: Die rote Waschmaschine
- 1998: Alle für die Mafia
- 1998: Candy
- 1999: Der große Bagarozy
- 2002: Knallharte Jungs
- 2003: Pumuckl und sein Zirkusabenteuer
- 2003: Dirty Sky
- 2004: Mein Bruder ist ein Hund
- 2005: Es ist ein Elch entsprungen
- 2010: Gurbet – Fremde Heimat
- 2021: Kaiserschmarrndrama
- 2024: Hundswut

### Fernsehfilme
- 1984: Wie im Paradies oder Ein gnadenloser Tag im Leben des Alois B.
- 1985: Seemann, gib Obacht!
- 1986: Ein langes Wochenende
- 1986: Stinkwut
- 1986: Betrogene Liebe
- 1986: Der Unfried
- 1989: Jakob oder Liebe hört nicht auf
- 1990: Der neue Mann
- 1990: Studna mladosti
- 1991: Wolkenkratzer (Kurzfilm)
- 1992: Abgetrieben
- 1992: Jungbrunnen
- 1993: Sieben auf einen Streich
- 1993: Das Paradies am Ende der Berge
- 1994: Robert darf nicht sterben
- 1995: Nur der Sieg zählt
- 1995: Knallhart daneben
- 1995: Coswig und Sohn
- 1995: Mordanklage ohne Leiche
- 1997: Gestohlenes Mutterglück
- 1997: Baby Rex – Der kleine Kommissar
- 1997: Weihnachten mit Willy Wuff – Mama braucht einen Millionär
- 1997: Mali (TV-Zweiteiler)
- 1998: Twiggy – Liebe auf Diät
- 1998: König auf Mallorca
- 1998: Du hast mir meine Familie geraubt
- 1998: Die unerwünschte Zeugin
- 1998: Krambambuli
- 1998: Liebe mich bis in den Tod
- 1998: Papa, ich hol’ dich raus
- 1999: Ich bin kein Mann für eine Frau
- 1999: Gefährliche Hochzeit
- 1999: Wer zuletzt lügt, lügt am besten
- 1999: Boulevard Berlin
- 2000: Frische Ware
- 2000: Altweibersommer
- 2000: Ein lasterhaftes Pärchen
- 2000: Pain au chocolat – Chocolate Pain (Kurzfilm)
- 2000: Einmal Himmel und retour
- 2000: Der Preis der Schönheit
- 2002: Stubbe – Von Fall zu Fall: Baby-Deal
- 2001: Der Club der grünen Witwen
- 2001: Männer sind zum Abgewöhnen
- 2001: Mein Vater und andere Betrüger
- 2001: Auf immer und ewig
- 2002: Vollweib sucht Halbtagsmann
- 2002: Kleeblatt küsst Kaktus
- 2003: Trenck – Zwei Herzen gegen die Krone
- 2003: Tausche Firma gegen Haushalt
- 2003: Liebe Zartbitter
- 2003: Tochter meines Herzens
- 2004: Eine zweimalige Frau
- 2005: Die Geierwally
- 2005: Die Schokoladenkönigin
- 2005: Das beste Jahr meines Lebens
- 2005: Glück auf halber Treppe
- 2005: Ein schöner Tag (Kurzfilm)
- 2005: Lauras Wunschzettel
- 2006: Die Frau des Heimkehrers
- 2006: Eva Zacharias
- 2006: Folge deinem Herzen
- 2006: Am Ende des Schweigens
- 2007: Momella – Eine Farm in Afrika
- 2007: Moppel-Ich
- 2007: Die Erntehelferin
- 2007: Suchkind 312
- 2007: Für immer Afrika
- 2008: Afrika im Herzen
- 2008: Insel des Lichts
- 2008: Treuepunkte
- 2008: Der Nikolaus im Haus
- 2009: Alle Sehnsucht dieser Erde
- 2009: Heiße Spur
- 2009: Schaumküsse
- 2009: Die Lebenslüge
- 2009: Meine Heimat Afrika
- 2010: Wer zu lieben wagt
- 2010: Haltet die Welt an
- 2010: Ein Sommer auf Sylt
- 2010: Pius XII.
- 2010: Wie ein Stern am Himmel
- 2010: Lügen haben linke Hände
- 2011: Der kalte Himmel
- 2011: Die Minensucherin
- 2011: Gottes mächtige Dienerin
- 2011: Das Mädchen aus dem Regenwald
- 2012: Kennen Sie Ihren Liebhaber?
- 2012: Hannas Entscheidung
- 2012: Mein verrücktes Jahr in Bangkok
- 2012: Die Holzbaronin
- 2013: Die Pastorin
- 2013: Bella und der Feigenbaum
- 2013: Helden – Wenn dein Land dich braucht
- 2014: Die Briefe meiner Mutter
- 2015: Franziskas Welt – Hochzeiten und andere Hürden
- 2015: Schorsch Aigner – Der Mann, der Franz Beckenbauer war
- 2016: Tante Maria, Argentinien und die Sache mit den Weißwürsten
- 2020: Das Leben ist sonnig und schön
- 2021: Die Lederhosenaffäre

### Fernsehserien und -reihen
- 1984: Komödienstadel – Doppelte Moral (Reihe)
- 1984: Der Androjäger (eine Folge)
- 1984: Mensch Bachmann (eine Folge)
- 1984: Derrick (eine Folge)
- 1984–1985: Der Alte (2 Folgen)
- 1984: Franz Xaver Brunnmayr (1.01,1.03,1.04,1.07,1.08,1.12,1.13, 7 Folgen)
- 1984–1992: Weißblaue Geschichten (drei Folgen)
- 1984–2015: SOKO München (5 Folgen)
- 1985: Polizeiinspektion 1 (eine Folge)
- 1985: Aktenzeichen XY … ungelöst (eine Folge)
- 1986: Der Komödienstadel – Das Prämienkind (Reihe)
- 1986: Schafkopfrennen (eine Folge)
- 1988: Korkmazlar (8 Folgen)
- 1989: Meister Eder und sein Pumuckl (3 Folgen)
- 1989–1992: Löwengrube (28 Folgen)
- 1990: Liebesgeschichten (eine Folge)
- 1990: Ein Fall für zwei (eine Folge)
- 1990: Liebesgeschichten
- 1991: Dido – Das Geheimnis des Fisches #1: Zeichen an der Wand
- 1991: Insel der Träume (eine Folge)
- 1992: Ein Heim für Tiere (eine Folge)
- 1992: Forsthaus Falkenau (eine Folge)
- 1993: Der Bergdoktor (eine Folge)
- 1993: Hecht & Haie (eine Folge)
- 1993: Rußige Zeiten (zwei Folgen)
- 1993: Verkehrsgericht
- 1994–1996: Kommissar Rex (zwei Folgen)
- 1994: Elbflorenz (zwei Folgen)
- 1994: Der Gletscherclan (14 Folgen)
- 1994–1997: Ein Bayer auf Rügen (25 Folgen)
- 1995: Glückliche Reise: Phuket
- 1996: Solange es die Liebe gibt (11 Folgen)
- 1997: Anwalt Abel (eine Folge)
- 1997: Liebling Kreuzberg – Unter uns Machos
- 1997: Wildbach (drei Folgen)
- 1997: Zwei Brüder (eine Folge)
- 1998: Die Kinderklinik (eine Folge)
- 1998: Männer sind was Wunderbares (eine Folge)
- 1998–2000: Café Meineid (zwei Folgen)
- 1999: Der letzte Zeuge (eine Folge)
- 1999: Schloßhotel Orth (eine Folge)
- 2000: Der Kapitän (eine Folge)
- 2000: Für alle Fälle Stefanie (eine Folge)
- 2000: Nikola (eine Folge)
- 2001–2002: Abschnitt 40 (zwei Folgen)
- 2001: Tatort – Böses Blut (Reihe)
- 2002: Verdammt verliebt (zwei Folgen)
- 2002: Die Rosenheim-Cops (eine Folge)
- 2002 / 2015: Zimmer frei!
- 2003: Die Rettungsflieger (eine Folge)
- 2004–2005: Unter weißen Segeln (drei Folgen)
  - 2004: Urlaubsfahrt ins Glück
  - 2004: Kompass der Liebe
  - 2005: Abschiedsvorstellung
- 2004–2008: Im Tal des Schweigens (4 Folgen)
- 2004–2016: München 7 (36 Folgen)
- 2005–2013: Die Landärztin (10 Folgen)
  - 2009: Schleichendes Gift (Folge 6)
  - 2013: Entscheidung des Herzens (Folge 9)
- 2008: Mordkommission Istanbul – Die Tote in der Zisterne (Reihe)
- 2008: ARD-Märchenfilmreihe Sechs auf einen Streich – Tischlein deck dich
- 2010: Kanal fatal (drei Folgen)
- 2012: Dora Heldt – Bei Hitze ist es wenigstens nicht kalt (Reihe)
- 2013: Das Traumhotel – Das Traumhotel – Myanmar (Reihe)
- 2016: Moni’s Grill (7 Folgen)
- 2017: Das Traumschiff – Uruguay (Reihe)
- 2018: München Grill (6 Folgen)
- 2020: Lindenstraße (eine Folge)
- 2022: Watzmann ermittelt
- 2024: Smeilingen – Ein Dorf wie Du und Ich

## Buchveröffentlichungen
- Das Vollweib-Kochbuch: Schlemmen ohne Reue – Meine Lieblingsrezepte. Knaur, München 2004, ISBN 3-426-64113-5.
- Die Vollweib-Diät. Mein Weg zur Wohlfühl-Figur. Knaur, München 2004, ISBN 3-426-77689-8.
- Das Vollweib-Training: Meine Workouts für eine Wohlfühl-Figur. Knaur, München 2005, ISBN 3-426-77773-8.
- Vollweib pur! Mein 4-Wochen-Programm. Knaur-Ratgeber-Verlag, München 2006, ISBN 3-426-64366-9.
- Vollweib-Beauty: Mein Weg zu einer attraktiven Ausstrahlung. Knaur-Taschenbuch-Verlag, München 2006, ISBN 3-426-77842-4.
- Das Leben ist jo-jo: Meine Wohlfühlgeheimnisse. Rütten & Loening, Berlin 2012, ISBN 978-3-352-00837-5.
- Weight Watchers. Mein Genießerkochbuch Büchlein – Christine Neubauer Freundschaftsedition. Weight Watchers, 2012.

## Hörbücher
- Die Memoiren der Fanny Hill. Hörbuch nach John Cleland. Oskar, München 2006, ISBN 3-938389-17-6.

## Auszeichnungen

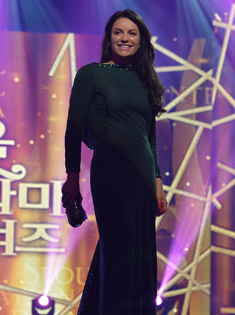
Neubauer bei den Seoul International Drama Awards 2012 in Korea

- 1992: Adolf-Grimme-Preis mit Gold für Löwengrube (zusammen mit Willy Purucker, Rainer Wolffhardt und Jörg Hube)
- 1996: Telestar, Beste Darstellerin in einer Serie für Solange es die Liebe gibt
- 1999: Adolf-Grimme-Preis für Krambambuli
- 2000: Bayerischer Fernsehpreis für Frische Ware
- 2002: Pro meritis scientiae et litterarum
- 2002: Bayerischer Poetentaler
- 2006: Goldene Romy als beliebteste Schauspielerin
- 2007: Bayerischer Verdienstorden
- 2008: Romy als beliebteste Schauspielerin
- 2008: Bambi in der Kategorie „Fernsehen“
- 2012: Goldene Nymphe für ihre Rolle in Hannas Entscheidung
- 2012: Seoul International Drama Awards – Auszeichnung als Beste Schauspielerin (Hannas Entscheidung)
- 2015: Bayerische Staatsmedaille für soziale Verdienste
- 2018: Touristik- und Medienpreis Goldene Sonne (Charakterdarstellerin des Jahres)